# Attel
De Attel is een 39½ km lange, linker zijrivier van de Inn in Opper-Beieren, Duitsland.

## Loop
De Attel ontstaat op 510 m hoogte in Grafing uit de samenvloeiing van de Wieshamerbach en de Urtel. Hij stroomt eerst oostwaarts en vervolgens zuidoostwaarts door Grafing en Aßling, dan noordwaarts naar Emmering en Pfaffing, en dan weer zuidoostwaarts tot Ramerberg om bij het dorp Elend van Wasserburg op een hoogte van 430 m, in de Inn uit te monden.

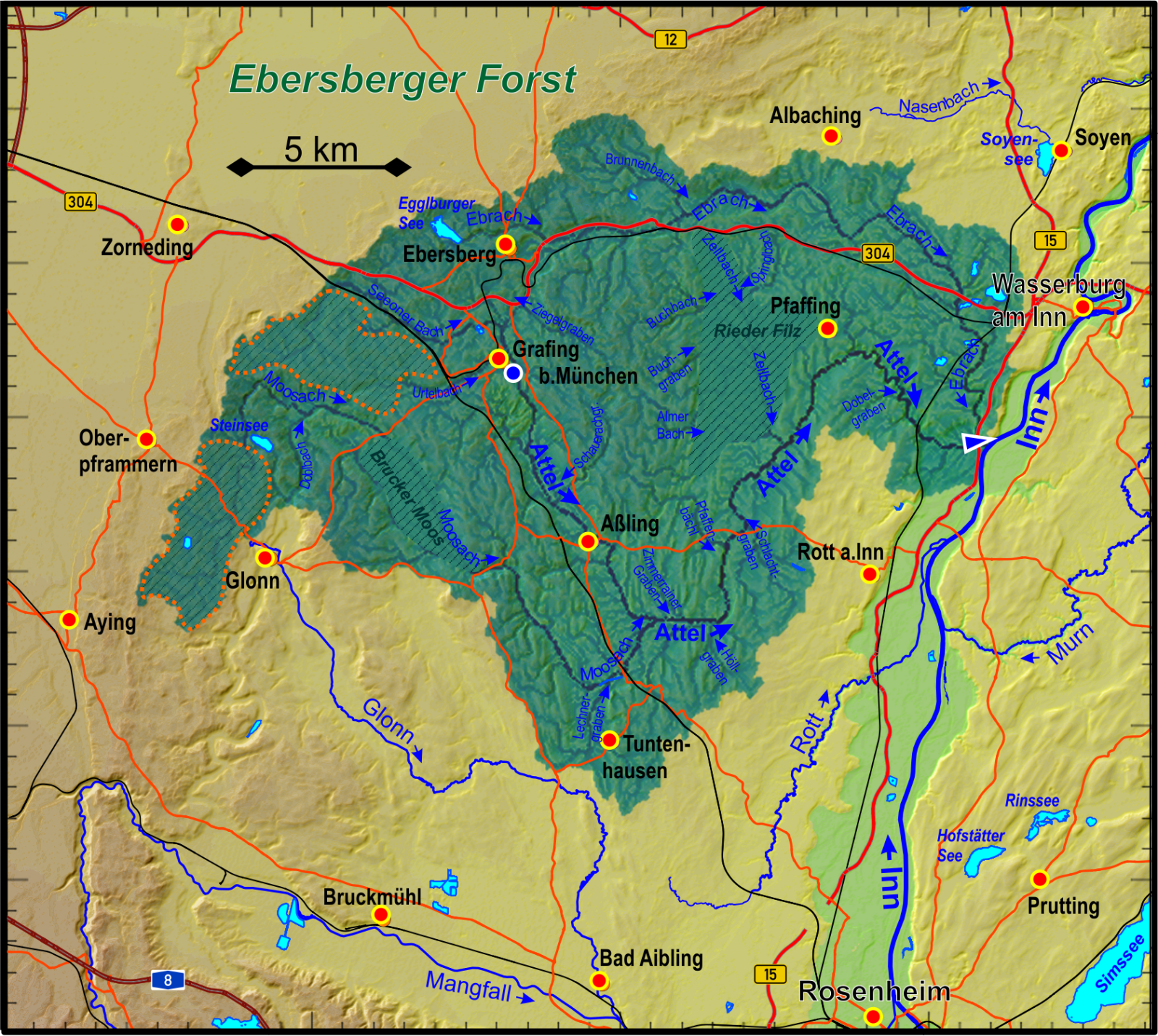
Stroomgebied van de Attel
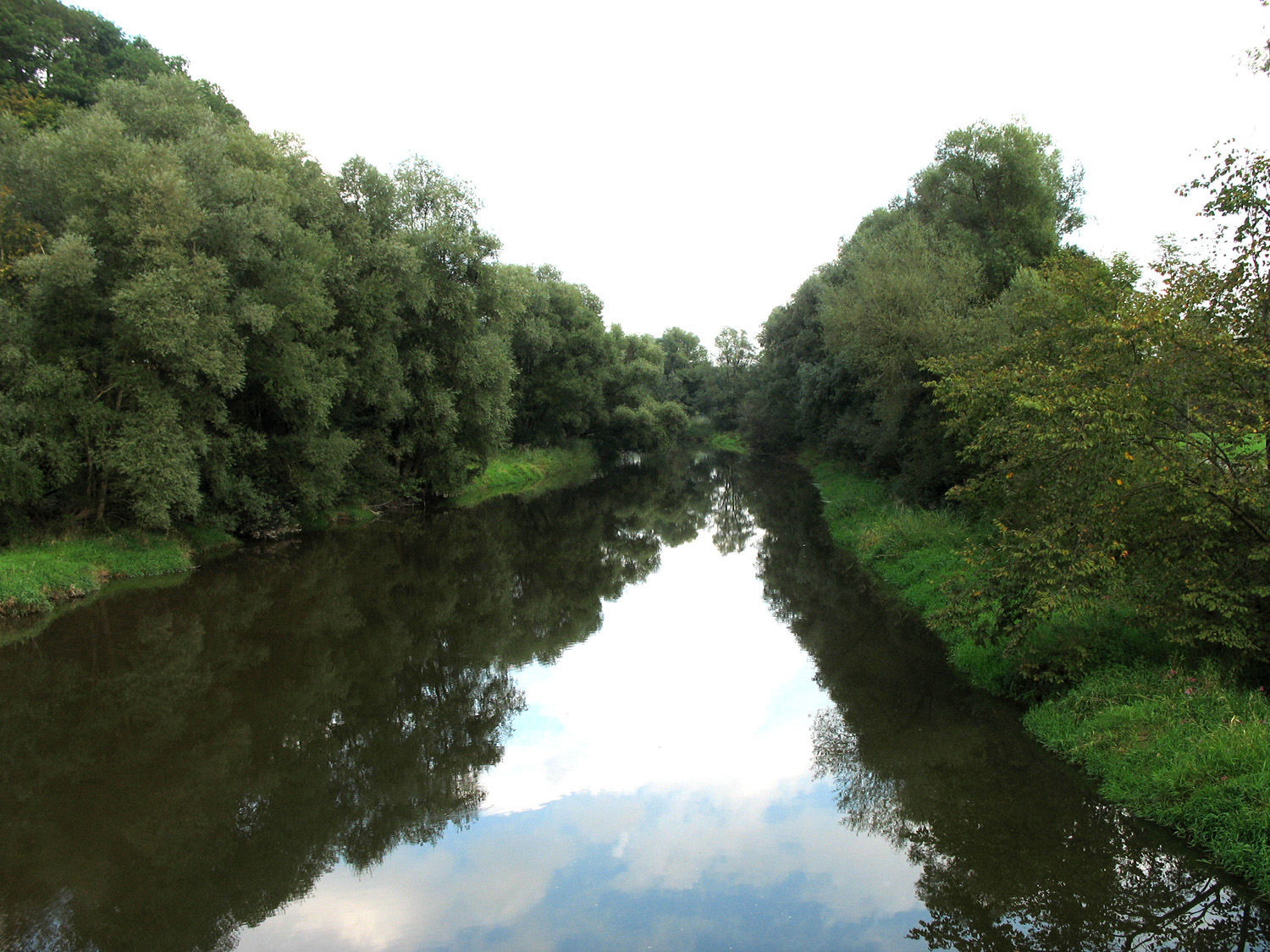
De Attel nabij de monding

- Bibliothèque nationale de France: cb12300765g (data)
- Virtual International Authority File: 235127063